# Lamussa
Der Lamussa (Lagoa Lamussa) ist ein Süßwassersee im osttimoresischen Suco Fatucahi (Verwaltungsamt Fatuberlio, Gemeinde Manufahi), nordwestlich der Verwaltungsamtshauptstadt Welaluhu. In der Umgebung gibt es weitere Seen, wie den Lagoa Wetanas und den Welada.
Der See ist Teil der Important Bird Area des Flusses Clerec, der westlich verläuft. Neben zahlreichen Vogelarten finden sich im See auch Leistenkrokodile.